# Encrypting File System
Encrypting File System (EFS) – system szyfrowania plików, wprowadzony dla systemu plików NTFS w wersji 3.0 przez firmę Microsoft dla systemów Windows. EFS umożliwia szyfrowanie plików z poziomu systemu, aby zapewnić ochronę poufnych danych przed atakami osób, które mają fizyczny dostęp do komputera.
EFS jest dostępny dla wszystkich systemów typu Windows zaprojektowanych dla biznesowych zastosowań począwszy od Windowsa 2000. Domyślnie żadne pliki nie są szyfrowane, szyfrowanie może zostać włączone przez użytkownika dla plików oraz folderów.
EFS nie jest kompatybilny z innymi systemami kryptograficznymi.